# Winslow Peck

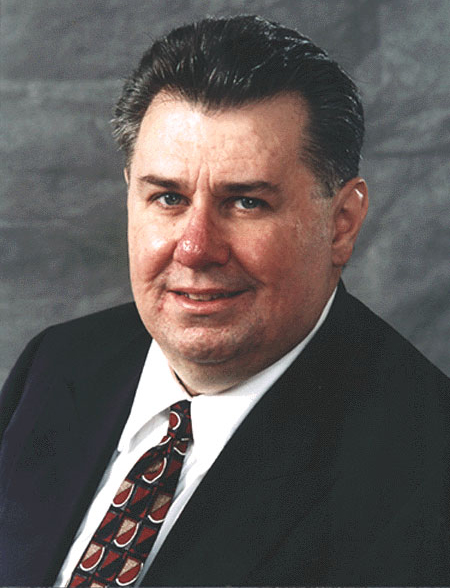
Winslow Peck

Winslow Peck (* ca. 1947, richtiger Name Perry Fellwock) ist das Pseudonym für einen ehemaligen Mitarbeiter der National Security Agency (NSA).

## Leben
Er war Entschlüsselungsexperte und meldete sich 1968 freiwillig zum Einsatz in Vietnam. Aufgrund der dortigen Kriegserlebnisse schloss er sich ein Jahr später der Antikriegsbewegung an. 1972 trat er zum ersten Mal mit Enthüllungen über die Tätigkeit des größten Geheimdienstes der USA an die Öffentlichkeit.
Er wurde von der RAF im Juni 1976 zusammen mit Barton Osborne vor Gericht als Zeuge aufgeboten, aber nicht zugelassen. In einer Pressekonferenz am 26. Juni 1976 in Frankfurt am Main berichtete Winslow Peck erstmals in Deutschland über das US-Spionage-System und machte es damit der Öffentlichkeit bekannt.